# Guardia Nacional Aérea
La Guardia Nacional Aérea (en inglés: Air National Guard, ANG), también conocida como Guardia Aérea, es una fuerza de reserva militar federal de la Fuerza Aérea de los Estados Unidos, así como la milicia aérea de cada Estado de EE. UU., el Distrito de Columbia, el Estado Libre Asociado de Puerto Rico, y los territorios de Guam y las Islas Vírgenes de los Estados Unidos. Éste, junto con el componente de la Guardia Nacional del Ejército de cada estado, distrito, estado libre asociado o territorio, conforma la Guardia Nacional de cada región, según corresponda.
Cuando las unidades de la Guardia Nacional Aérea se utilizan bajo la jurisdicción del gobernador del Estado están cumpliendo su función de milicia. Sin embargo, si se federalizan por orden del Presidente de los Estados Unidos, las unidades del ANG pasan a ser parte activa de la Fuerza Aérea de los Estados Unidos. Son administrados conjuntamente por los estados y la Oficina de la Guardia Nacional, una oficina conjunta del Ejército y la Fuerza Aérea que supervisa la Guardia Nacional de Estados Unidos.
Las fuerzas operativas de la Guardia Nacional Aérea están estructuradas donde cada región de EE. UU. alberga al menos un ala. A cada ala se le asigna un avión o se comparten aviones con una unidad de la Fuerza Aérea en servicio activo o la Reserva de la Fuerza Aérea bajo un acuerdo de "Asociado". Los ANG de los territorios de Guam y las Islas Vírgenes no tienen aeronaves asignadas y realizan funciones de apoyo en tierra. Las actividades del ANG pueden estar ubicadas en bases de la fuerza aérea en servicio activo, bases de reserva aérea, estaciones aéreas navales/bases de reserva conjunta, o bases y estaciones de la guardia nacional aérea que son instalaciones militares independientes o ubicadas como inquilinos en instalaciones y aeropuertos civiles-militares conjuntas controladas por civiles.
Las unidades ANG normalmente operan bajo el Título 32 del Código de los Estados Unidos. Sin embargo, cuando operan bajo el Título 10 del código, todas las unidades ANG son obtenidas operativamente por un comando principal en servicio activo de la Fuerza Aérea o la Fuerza Espacial de los Estados Unidos. Las unidades ANG de las Fuerzas Aéreas de Combate (CAF) con base en los Estados Unidos continentales (CONUS), más un único escuadrón de control aéreo del ANG de Puerto Rico, son adquiridas por el Comando Aéreo de Combate (ACC). Las unidades ANG con base en CONUS en las Fuerzas Aéreas de Movilidad (MAF), además del ala de transporte aéreo del ANG de Puerto Rico y el escuadrón de ingeniería civil del ANG de las Islas Vírgenes, son adquiridas por el Comando de Movilidad Aérea (AMC).
La gran mayoría de las unidades ANG pertenecen al ACC o al AMC. Sin embargo, quedan algunas excepciones, como el ANG de Alaska, el ANG de Hawaii y el ANG de Guam, cuyas unidades CAF y MAF son obtenidas operativamente por las Fuerzas Aéreas del Pacífico, mientras que un número menor de unidades ANG en CONUS son obtenidas operativamente por el Comando de Educación y Entrenamiento Aéreo, el Comando de Ataque Global de la Fuerza Aérea, el Comando de Operaciones Especiales de la Fuerza Aérea, y las Fuerzas Aéreas de Estados Unidos en Europa.